# Новокарамалинский сельсовет
Новокарамалинский сельсовет — муниципальное образование в Миякинском районе Башкортостана.
Административный центр — село Новые Карамалы.

## История
Согласно Закону о границах, статусе и административных центрах муниципальных образований в Республике Башкортостан имеет статус сельского поселения.

## Население
| 2002 | 2009  | 2010 | 2012 | 2013 | 2014 | 2015 |
| ---- | ----- | ---- | ---- | ---- | ---- | ---- |
| 1039 | ↗1106 | ↘988 | ↘964 | ↘928 | ↘917 | ↘909 |
| 2016 | 2017  | 2018 |      |      |      |      |
| ↗924 | ↗930  | ↘908 |      |      |      |      |

## Состав сельского поселения
| № | Населённый пункт  | Тип населённого пункта       | Население |
| - | ----------------- | ---------------------------- | --------- |
| 1 | Новые Карамалы    | село, административный центр | ↘576      |
| 2 | Суккул-Михайловка | деревня                      | ↘313      |
| 3 | Зириклы           | деревня                      | ↘90       |
| 4 | Андреевка         | деревня                      | ↗9        |